# Zespół Ashermana
Zespół Ashermana (ang. Asherman's syndrome) – zespół objawów występujący po nadmiernym wyłyżeczkowaniu jamy macicy, gdy powstają w jej wnętrzu bliznowate zrosty zamykające częściowo lub całkowicie światło narządu. Zespół Ashermana może również wystąpić po cięciu cesarskim, w przebiegu schistosomatozy, gruźlicy narządów płciowych.
Zrosty powstają w wyniku uszkodzenia błony śluzowej. Główne objawy zespołu to wtórny brak lub skąpe miesiączki, bolesne krwawienia, poronienia nawykowe, niepłodność wtórna.